# Чотири тони (середньокитайська)
Чотири тони китайської поезії та діалектології (спрощена китайська: 四声; традиційна китайська: 四聲; піньїнь: sìshēng) — чотири традиційні тони китайських слів. Вони відіграють важливу роль у китайській поезії та в порівняльних дослідженнях розвитку тонів в сучасних діалектах китайської мови, як у традиційній китайській мові, так і в західній лінгвістиці. Вони відповідають фонології середньокитайської мови і називаються рівним (平píng ), висхідним (上shǎng), спадним (去qù ), і вхідним (入rù ). (Останні три спільно називаються косими 仄(zè), що є важливим поняттям в моделях поетичної тональності) Вони були реконструйовані як середній, середньо-висхідний, високо-спадний і середній з кінцевим приголосним. Через історичні розколи та злиття жоден із сучасних різновидів китайської мови не має точних чотирьох тонів середньокитайської мови, але вони відзначені в словниках римування.

## Передумови
Відповідно до звичайного сучасного аналізу, рання середньокитайська мова мала три фонематичні тони в більшості складів, але не було тональних відмінностей у вхідних складах, що закінчувалися на приголосні /p/, /t/, /k/. У більшості випадків кожен склад мав власний тон; отже, багатоскладове слово зазвичай мало тон, визначений для кожного складу. (У сучасних різновидах ситуація іноді складніша. Хоча в більшості діалектів кожен склад зазвичай має власний основний тон, в мовлені певних діалектів деякі склади можуть змінювати тон на інші або повністю нейтралізуватися за допомогою процесу, відомого як тональний сандхі. Крім того, багато діалектів китайської мови прибрали кінцеві приголосні середньокитайської мови, але ці відмінності, можливо, збереглися, сприяючи тоногенезу сучасних багатотональних систем. )
Традиційна китайська діалектологія вважає, що склади, що закінчуються на приголосну, мають четвертий тон, технічно відомий як вхідний тон (入rù ).  Інші три тони були названі рівним (平píng ), висхідним (上shǎng) і спадним (去qù ) тонами.  Практика встановлення вхідного тону як окремого класу відображає той факт, що фактичний контур висоти вхідних складів був досить відмінним від контуру висоти будь-якого з кінцевих сонорних складів. Дійсно, в організації класичних таблиць рим знаходиться інший, але структурно рівнозначний фонематичний аналіз, який визначає всі чотири тони як фонематичні та робить різницю між кінцевими фіналями [p t k] і назальними фіналями [m n ŋ] алофонічною, з зупинками, що виникають у вхідних складах і назальних звуках в інших випадках.
З точки зору сучасної історичної лінгвістики, часто варто розглядати вхідний тон як тон, незалежно від його фонематичного статусу, оскільки склади з цим тоном, зазвичай розвиваються інакше, ніж склади, з будь-яким з трьох інших тонів. Для зрозумілості, ці чотири тони часто називають класами тонів, де кожне слово належить до одного з чотирьох класів тонів. Це відображає той факт, що лексичний поділ слів на класи тонів базується на тоні, але не всі класи тонів обов’язково мають чіткий фонематичний тон, пов’язаний з ним. Деякі сучасні діалекти, такі як тайванський хоккінь, цзінь і пенанг, зберігають вхідний тон, який використовується як маркер, щоб відрізнити їх від інших різновидів, а також генетично класифікувати за допомогою порівняльного методу.
Чотири тони ранньої середньокитайської мови (анг. Early Middle Chinese (EMC)) майже завжди представляються в такому порядку: рівний (平píng ), висхідний (上shǎng ), спадний (去qù ), вхідний (入rù ), і відповідно пронумеровані 1 2 3 4 у сучасних дискусіях. У пізній середньокитайській мові (анг. Late Middle Chinese (LMC)) кожен з класів тонів EMC розділяється на два, залежно від природи початкового приголосного складу. Обговорення LMC та різноманітних сучасних варіантів часто нумерують класи розділених тонів від 1 до 8, зберігаючи той самий порядок, що й раніше. Наприклад, сучасні класи тонів 1 і 2 походять від класу тону EMC 1; сучасні класи тонів 3 і 4 походять від EMC класу тону 2; тощо. Класи тонів з непарними номерами 1 3 5 7 називають темними (陰yīn ), тоді як класи тонів з парними номерами 2 4 6 8 називаються світлими (陽yáng ). Щоб прояснити зв’язок між класами тонів EMC і LMC, деякі автори використовують для позначення класів тонів LMC 1a 1b 2a 2b 3a 3b 4a 4b замість 1 2 3 4 5 6 7 8, де a і b відповідають безпосередньо китайським поняттям інь і ян відповідно.

## Назви
У середньокитайській мові кожна назва тону містить тон, який вона ідентифікує: рівний (平píng ), висхідний (上shǎng ), спадний (去qù ), вхідний (入rù ). Однак у деяких варіаціях сучасної китайської мови це вже не так. Ця розбіжність найбільш помітна у випадку вхідного тону, складів, що закінчуються на приголосні [p̚], [t̚] або [k̚] у середньокитайській мові, яка була втрачена з більшості діалектів мандаринської мови та розподілений серед інших тонів.
У сучасній китайській мові, тони, що походять від чотирьох середньокитайських тонів, можуть бути розділені на два регістри, темний (陰 yīn) і світлий (陽yáng) залежно від того, чи був початковий склад середньокитайської мови глухим або дзвінким відповідно. Коли всі чотири тони розділяються, утворюється вісім тонів: темний рівний (陰平), світлий рівний (陽平), темний висхідний (陰上), світлий висхідний (陽上), темний спадний (陰去), світлий спадний (陽去), темний вхідний (陰入) і світлий вхідний (陽入). Іноді їх називають верхнім і нижнім регістрами відповідно, але це може бути помилково, оскільки в деяких діалектах темні регістри можуть мати нижчий тон, а світлий регістр - вищий.
В Юе (в т.ч. кантонська ) темний вхідний тон додатково розпадається на високий (高陰入) і низький (低陰入) реєстри, залежно від довжини ядра, що призводить до загалом дев’яти класів тонів. Деякі діалекти мають складне розщеплення тонів, і термінів темний і світлий недостатньо для опису всіх можливостей.
Кількість класів тонів базується на китайській традиції, і це стільки ж регістрів, скільки самих тонів. Вхідні «тони», наприклад, відрізняються лише тому, що вони закінчуються приголосною, а не тому, що вони мають контур тона, що відрізняється від не вхідних тонів. У діалектах, таких як  Шанхайський, класи тонів нумеруються, навіть якщо вони фонематично не відрізняються.

## Походження
Деякі лінгвісти вважають, що аспект тональності китайських діалектів, який є таким важливим сьогодні, був відсутній у давньокитайській мові, а з'явився в ранній середньокитайській мові після втрати різних фіналів. Чотири тони середньокитайської мови:рівний (平píng ), висхідний (上shǎng ), спадний (去qù ), вхідний (入rù ), усі виникли у результаті втрати різних фіналів з давньокитайської мови. 上, або висхідний тон, виник через втрату гортанних змичок у кінці слів. Підтвердження цього можна побачити в буддійських транскрипціях періоду Хань, де висхідний тон часто використовувався для позначення коротких голосних у санскриті, а також у словах із кінцевим [q], які були запозичені в китайську мову як shǎng тон. Гортанні змички навіть зберігся в деяких діалектах Мін і Хакка, або як фонетична гортанна змичка, короткий хрипкий голосний або деназалізація, коли, наприклад, кінцеве -ng у давньоокитайській мові змінилося на сучасний [ɡ] у словах з  висхідним тоном. Ця еволюція кінцевої гортанної змички у висхідному тоні подібна до того, що сталося у в’єтнамській мові. 去, або спадний тон, виник через втрату [-s] у кінці слів. Підтвердження цієї теорії знаходимо при дослідженні китайських запозичень у сусідніх мовах Східної Азії. Наприклад, у корейській мові слово pis для позначення гребінця є запозиченням китайського слова bì 篦. Це означає, що коли слово гребінець було запозичено в корейську мову, у кінці слова все ще був звук [-s], який пізніше зник з китайської мови та породив спадний (去) тон. 入, або вхідний тон складався зі слів, що закінчувалися глухими кінцевими, [-p], [-t] і [-k]. 平, або рівний тон, виник через відсутність звуку в кінці слів, де не було ані [-s], ані гортанної змички, ані [-p], [-t] або [-k].